# Jonas Riškus
Jonas Riškus (* 19. Dezember 1922 in  Egėliškės, Rajongemeinde Šiauliai; † 4. Februar 2018 in Vilnius) war ein litauischer Literaturwissenschaftler und Hochschullehrer.

## Leben
Jonas Riškus ging in Auksučiai und in Šiauliai zur Schule. Er absolvierte das Lehrerseminar in Telšiai und 1949 das Diplomstudium der Lituanistik an der Vilniaus pedagoginis institutas in Sowjetlitauen. Am 3. Juli 1959 verteidigte er die Dissertation „Erzählung in der sowjetischen litauischen Literatur“ (Apsakymas vaikams tarybinėje lietuvių literatūroje). Seine Doktorarbeit schrieb er an der Universität Vilnius. Er war Dozent an der Pädagogischen Universität Vilnius (heute Litauische Universität für Bildungswissenschaften). Er begann seine Lehrerkarriere als Assistent an der Universität. Riškus wurde dann Dozent, von 1961 bis 1967 war er Dekan der Fakultät für litauische Sprache und Literatur. Dann lehrte er als Professor.
Riškus erforschte die Werke von Kristijonas Donelaitis und Adomas Mickevičius.
Sein Grab befindet sich im Friedhof Antakalnis.